# پاسکال سوریوت
پاسکال سوریوت (به انگلیسی: Pascal Soriot) (زاده ۱۳ مه ۱۹۵۹) کارآفرین، بازرگان و مدیر ارشد اجرایی فرانسوی است، که اکنون به‌عنوان مدیر عامل اجرایی شرکت آسترازنکا فعالیت می‌کند.